# Tehetségek és hódolók (film, 1973)
A Tehetségek és hódolók (eredeti cím: Таланты и поклонники, magyaros átírással Talanti i poklonnyiki) 1973-ban bemutatott orosz (szovjet) filmdráma, melyet Iszidor Annyenszkij rendezett. A film zenéjét Tyihon Hrennyikov és Alekszandr Csajkovszkij szerezte. A mozifilm a Gorkij Filmstúdió gyártásában készült.
A Szovjetunióban 1973. április 20-án mutatták be a mozikban. Magyarországon 1977. július 26-án az MTV-2-n sugározták először.

## Cselekmény
A történt egy fiatal színésznő életdrámája, aki életkörülményei miatt nehéz választásra kényszerül.

## Szereplők
| Szereplő                         | Színész                   | Magyar hang   |
| -------------------------------- | ------------------------- | ------------- |
| Alekszandra Nyikolajevna Nyegina | Pelihovszkaja Anatoljevna | Bodnár Erika  |
| Domna Pantyelejevna              | Olga Horkova              | Náray Teri    |
| Ivan Szemenics Velikatov         | Leonyid Gubanov           | Bujtor István |
| Iraklij Sztratonics Dulebov      | Nyikolaj Gricenko         | Márkus László |
| Grigorij Antonics Bakin          | Alekszandr Beljavszkij    | N/A           |
| Nyina Vasziljevna Szmelszkaja    | Nonna Tyerentyeva         | Csűrös Karola |
| Petr Jegorics Meluzov            | Vlagyimir Bogin           | N/A           |
| Martin Prokofjics Narokov        | Jevgenyij Lebegyev        | N/A           |
| Vaszja                           | Rudolf Pankov             | N/A           |
| Jeraszt Gromilov                 | Grigorij Abrikoszov       | N/A           |

## Televíziós megjelenések
MTV-2